# Triumph Tour
Il Triumph Tour fu il quarto tour del gruppo musicale statunitense The Jacksons per promuovere il loro album Triumph (1980) e quello da solista di Michael Jackson, Off the Wall (1979). Il tour iniziò l'8 luglio 1981 al Mid-South Coliseum di Memphis e si concluse il 26 settembre dello stesso anno al Forum di Inglewood. Toccò 39 città degli Stati Uniti e incassò un totale di 5,5 milioni di dollari, stabilendo il record di 4 concerti tutto esaurito a Los Angeles.

## Descrizione

### Antefatti
Nel 1981 i Jacksons godevano di un rinomato successo grazie agli album dischi di platino Destiny e Triumph e il cantante Michael Jackson stava per concludere la promozione del suo primo album da solista per la Epic Records, il multiplatino Off the Wall. Non avendo intrapreso un tour in supporto del suo album solista, questo tour, come il precedente Destiny World Tour (1979–1980), diede modo a Michael Jackson di promuovere anche il suo album, assieme a quello realizzato coi fratelli, e proporre nuove idee su come produrre uno spettacolo più vicino ai suoi gusti personali.

### Lo spettacolo
Ispirato ai concerti dal vivo degli Earth, Wind & Fire, Michael progettò i costumi e il palco. Collaborò con i fratelli alla creazione di una introduzione che avesse delle analogie con il video musicale della loro Can You Feel It. Come già negli anni precedenti, le coreografie furono curate da Michael, Jackie e Marlon Jackson ma fu Michael ad essere il coreografo principale del gruppo e l'ideatore di molti dei passi e delle improvvisazioni. Gli spettacoli comprendevano elementi di illusionismo disegnati da Doug Henning, per esempio Michael che appariva e scompariva nel fumo durante l'esecuzione di Don't Stop 'til You Get Enough. Il palco veniva illuminato da tre gruppi di luci stroboscopiche di colori diversi. Dei faretti seguivano i movimenti degli interpreti principali. I musicisti suonavano su degli infissi (la sezione dei fiati era posizionata sulla sinistra del palco, le percussioni al centro e le tastiere sulla destra, ad eccezione dei chitarristi e di Randy Jackson, che suonava il pianoforte, le tastiere e le percussioni assortite).

### Conclusione
Nonostante l'enorme successo negli Stati Uniti e le richieste di farne un tour mondiale, come il precedente tour dei fratelli, Michael Jackson preferì interrompere ogni promozione dell'album per potersi dedicare alla sua carriera solista e al suo prossimo album in studio (che sarebbe stato Thriller, pubblicato nel 1982).

### Album dal vivo
Durante il tour venne registrato un album dal vivo che venne pubblicato nel novembre del 1981 col titolo The Jacksons Live! e che ha venduto oltre 2 milioni di copie in tutto il mondo, venendo certificato disco d'oro negli Stati Uniti.

## Scaletta
1. Opening
2. Can You Feel It
3. Things I Do for You
4. Off the Wall
5. Ben
6. This Place Hotel
7. She's out of My Life
8. Interlude J5 video/audio (contiene elementi di I Want You Back / Never Can Say Goodbye / Got to Be There)
9. Jackson 5 Medley: I Want You Back / ABC / The Love You Save / I'll Be There
10. Rock with You
11. Lovely One
12. Workin' Day and Night
13. Don't Stop 'til You Get Enough
14. Shake Your Body (Down to the Ground)

## Date
| #  | Data              | Città         | Stato       | Struttura                    |
| -- | ----------------- | ------------- | ----------- | ---------------------------- |
| 1  | 8 luglio 1981     | Memphis       | Stati Uniti | Mid-South Coliseum           |
| 2  | 10 luglio 1981    | Oklahoma City | Stati Uniti | The Myriad                   |
| 3  | 11 luglio 1981    | Dallas        | Stati Uniti | Reunion Arena                |
| 4  | 12 luglio 1981    | Houston       | Stati Uniti | The Summit                   |
| 5  | 15 luglio 1981    | San Antonio   | Stati Uniti | HemisFair Arena              |
| 6  | 17 luglio 1981    | Baton Rouge   | Stati Uniti | Riverside Centroplex         |
| 7  | 18 luglio 1981    | Mobile        | Stati Uniti | Municipal Auditorium         |
| 8  | 19 luglio 1981    | Lakeland      | Stati Uniti | Lakeland Civic Center        |
| 9  | 22 luglio 1981    | Atlanta       | Stati Uniti | The Omni                     |
| 10 | 24 luglio 1981    | Greensboro    | Stati Uniti | Greensboro Coliseum          |
| 11 | 25 luglio 1981    | Charlotte     | Stati Uniti | Charlotte Coliseum           |
| 12 | 26 luglio 1981    | Hampton       | Stati Uniti | Hampton Coliseum             |
| 13 | 31 luglio 1981    | Landover      | Stati Uniti | Capital Centre               |
| 14 | 1º agosto 1981    | Landover      | Stati Uniti | Capital Centre               |
| 15 | 2 agosto 1981     | Buffalo       | Stati Uniti | Buffalo Memorial Auditorium  |
| 16 | 4 agosto 1981     | Richmond      | Stati Uniti | Richmond Coliseum            |
| 17 | 7 agosto 1981     | Uniondale     | Stati Uniti | Nassau Coliseum              |
| 18 | 8 agosto 1981     | Cincinnati    | Stati Uniti | Riverfront Coliseum          |
| 19 | 10 agosto 1981    | Columbus      | Stati Uniti | Veterans Memorial Auditorium |
| 20 | 13 agosto 1981    | Pittsburgh    | Stati Uniti | Civic Arena                  |
| 21 | 15 agosto 1981    | Filadelfia    | Stati Uniti | The Spectrum                 |
| 22 | 16 agosto 1981    | Providence    | Stati Uniti | Providence Civic Center      |
| 23 | 18 agosto 1981    | New York      | Stati Uniti | Madison Square Garden        |
| 24 | 19 agosto 1981    | New York      | Stati Uniti | Madison Square Garden        |
| 25 | 22 agosto 1981    | Chicago       | Stati Uniti | Chicago Stadium              |
| 26 | 23 agosto 1981    | Trotwood      | Stati Uniti | Hara Arena                   |
| 27 | 26 agosto 1981    | Milwaukee     | Stati Uniti | Milwaukee Arena              |
| 28 | 28 agosto 1981    | Indianapolis  | Stati Uniti | Market Square Arena          |
| 29 | 29 agosto 1981    | Detroit       | Stati Uniti | Joe Louis Arena              |
| 30 | 3 settembre 1981  | Denver        | Stati Uniti | McNichols Arena              |
| 31 | 5 settembre 1981  | Chicago       | Stati Uniti | Chicago Stadium              |
| 32 | 7 settembre 1981  | Paradise      | Stati Uniti | Thomas & Mack Center         |
| 33 | 8 settembre 1981  | Kansas City   | Stati Uniti | Kemper Arena                 |
| 34 | 16 settembre 1981 | San Diego     | Stati Uniti | San Diego Sports Arena       |
| 35 | 17 settembre 1981 | Daly City     | Stati Uniti | Cow Palace                   |
| 36 | 18 settembre 1981 | Inglewood     | Stati Uniti | The Forum                    |
| 37 | 19 settembre 1981 | Inglewood     | Stati Uniti | The Forum                    |
| 38 | 25 settembre 1981 | Inglewood     | Stati Uniti | The Forum                    |
| 39 | 26 settembre 1981 | Inglewood     | Stati Uniti | The Forum                    |

## Formazione
I Jacksons
- Michael Jackson - voce principale, coreografo
- Jackie Jackson - voce, percussioni
- Tito Jackson - voce, chitarra elettrica
- Marlon Jackson - voce
- Randy Jackson - voce, pianoforte, conga, tastiere

Band
- David Williams – chitarra
- Bill Wolfer – sintetizzatore
- Mike McKinney – basso
- Jonathan Moffett – batteria
- Wesley Phillips, Cloris Grimes, Alan (Funt) Prater, Roderick (Mac) McMorris – corni

Gruppo spalla
- Stacy Lattisaw